# Bibliographie sur la civilisation celtique
Cette bibliographie porte sur les Celtes de la protohistoire, avant la romanisation et l'évangélisation de l'Irlande.
Note : le classement thématique ne donne que l'orientation générale des ouvrages listés, la majorité d'entre eux abordant différents thèmes.

## Histoire (généralités)
- Patrice Brun, Princes et princesses de la celtique, éditions Errance, Paris, 1987 (sur le premier âge du fer)  (ISBN 2-903442-46-0).
- Olivier Buchsenschutz, L'Europe celtique à l'âge du Fer (VIIIe - Ier siècles), PUF, 2015,  (ISBN 978-2-13-057756-0).
- Barry Cunliffe, L'univers des Celtes, éditions Inter-Livres, 1996,  (ISBN 2909808114).
- Joseph Déchelette, Manuel d'archéologie préhistorique, celtique et gallo-romaine, 6 tomes, 7 volumes in-8, Paris, Picard, 1927-1934. Ouvrage consacré pour la majeure partie à l’archéologie celtique. A été réédité par Picard en 1988-89.
- Georges Dottin Manuel pour servir à l'étude de l'antiquité celtique, deuxième édition, Paris, Champion, 1915.
- Georges Dottin Les Celtes, Genève : Minerva, 1977.
- Stephan Fichtl, La ville celtique, les oppida de 150 avant J.-C. à 15 après J.-C., éditions Errance, Paris, 2005,  (ISBN 2-87772-307-0).
- John Haywood (intr. Barry Cunliffe, trad. Colette Stévanovitch), Atlas historique des Celtes, éditions Autrement, Paris, 2002,  (ISBN 2-7467-0187-1). Atlas commenté sur les Celtes de l’Antiquité et les nations celtiques.
- Henri Hubert, Les Celtes et l'expansion celtique jusqu'à l'époque de La Tène, Paris, Albin Michel, 1989, collection « L'Évolution de l'humanité »,  (ISBN 2226000771).
- Henri Hubert, Les Celtes, Paris, Albin Michel, 2005, collection  « L'Évolution de l'humanité »,  (ISBN 2226122605). réédition des travaux d'Henri Hubert.
- Christian Y. M. Kerboul, Les Royaumes brittoniques au Très Haut Moyen Âge, copublication éditions du Pontig/Coop Breizh, Sautron & Spézet,  (ISBN 2-9510310-3-3) et  (ISBN 2-84346-030-1). Étude des royaumes brittoniques continentaux et insulaires.
- Venceslas Kruta, Les Celtes, Histoire et dictionnaire, éditions Robert Laffont, coll. « Bouquins », Paris, 2000,  (ISBN 2-7028-6261-6). Ouvrage de référence.
- Venceslas Kruta et Paul-Marie Duval, Les mouvements celtiques du Ve au Ier siècle avant notre ère, Paris, CNRS, 1978
- Françoise Le Roux & Christian-J. Guyonvarc'h, La Civilisation celtique, éditions  Ouest-France Université, Rennes, 1990,  (ISBN 2-7373-0297-8). Ouvrage général de base sur les Celtes dans le cadre indo-européen.
- Dominique-François-Louis Roget, Ethnogénie gauloise, ou Mémoires critiques sur l'origine et la parenté des Cimmériens, des Cimbres, des Ombres, des Belges, des Ligures et des anciens Celtes, (4 volumes dont un posthume, 1858-1873). Contient un glossaire gaulois avec deux tableaux généraux de la langue gauloise. L'ouvrage date un peu sur certains points, mais d'après Christian-Joseph Guyonvarc'h reste un ouvrage à lire avec profit.
- Juliette Wood, Les Celtes, Gründ, 1999

## Linguistique
- Johann Kaspar Zeuss, Grammatica Celtica e monumentis vetustis tam Hibernicae linguae quam Britannicarum dialectorum Cambriacae Cornicae Aremoricae comparatis Gallicae priscae reliquis construxit I.C.Zeuss, Phil.Dr.Hist.Prof., editio altera curavit . H.Ebel, .Ph.Dr., Acad.Reg.Hib.Soc.Hon., Acad.Reg.Boruss.Adi.Comm.Epist. Berolini, Apud Weidmannos MDCCCLXXI (1871).
- Georges Dottin, La langue gauloise : Grammaire, Textes et Glossaire. Avec une préface de François Falc'hun. Paris : C. Klincksieck, 1920.
- Georges Dottin, La langue gauloise : Grammaire, Textes et Glossaire. Avec une préface de François Falc'hun. Geneva : C. Klincksieck, 1985.
- Pierre-Yves Lambert, La langue gauloise : description linguistique, commentaire d'inscriptions choisies, Paris, Errance, 1994, 239 p. (Collection des Hesperides).
- François Falc'hun, Perspectives nouvelles sur l'histoire de la langue bretonne. Paris, Union Générale d'Éditions, 1981

### Dictionnaires
- John Haywood (intr. Barry Cunliffe, trad. Colette Stévanovitch), Atlas historique des Celtes, éditions Autrement, Paris, 2002,  (ISBN 2-7467-0187-1)
- Xavier Delamarre, Dictionnaire de la langue gauloise, Éditions Errance (2001), (2003), (2008, 3e édition revue et augmentée)
- Jean-Paul Savignac, Dictionnaire français-gaulois  (trad. du français), Paris, Éditions de la Différence, 2014, 2e éd. (1re éd. 2004), 335 p. (ISBN 978-2-7291-1529-6 et 2-7291-1529-3)
- Bernard Sergent et Fabien Régnier,  Dictionnaires des femmes et hommes celtiques illustres. De l'Antiquité et du Haut Moyen Âge, 2022, Yoran Embanner, 384.p. Fouesnant,  (ISBN 978-2-36747-072-6)

### Toponymie celtique
- François Falc'hun, Les noms de lieux celtiques. Première série : vallées et plaines. Rennes, Éditions Armoricaine, 1966, Deuxième série : Problèmes de doctrine et de méthode - noms de hauteur. Rennes, Éditions Armoricaines, 1970
- François Falc'hun, Les noms de lieux celtiques. Première série : vallées et plaines. Deuxième édition, revue et considérablement augmentée. Genève, Slatkine. 1982. Avec Bernard Tanguy.
- Lacroix Jacques Les noms d'origine Gauloise - (1) La Gaule des Combats, Paris éditions Errance, 2003
- Lacroix Jacques Les noms d'origine Gauloise - (2) La Gaule des activités économiques, Paris éditions Errance, 2005
- Lacroix Jacques Les noms d'origine Gauloise - (3) La Gaule des Dieux, Paris éditions Errance, 2007
- Xavier Delamarre *Noms de lieux celtiques de l'Europe ancienne (-500 / +500) - Dictionnaire, Paris, éditions Errance, 2012

### Onomastique
- Xavier Delamarre Noms de personnes celtiques dans l'épigraphie classique, Paris, éditions Errance, 2007

### Numismatique
- Jean-Pierre Le Dantec, Laurent Olivier, Marcel Tache, Catalogue des monnaies gauloises, celtiques et massaliètes, Saint-Germain-en-Laye, musée d'archéologie nationale/ Carmanos-Commios, 2020, 134 p., 143 planches couleurs.

## Gaule
- Patrice Brun et Pascal Ruby, L’Âge du Fer en France. Premières villes, premiers États celtiques, Paris, éditions La Découverte, octobre 2008, 177 p. (ISBN 978-2-7071-5664-8)La protohistoire celtique en Gaule, d’après les plus récentes études archéologiques.
- Jean-Louis Brunaux, Nos ancêtres les Gaulois, Paris, Éditions du Seuil, coll. « L'univers historique », 2008, 299 p. (ISBN 978-2-02-094321-5, présentation en ligne).
- Stephan Fichtl, Les peuples gaulois, IIIe-Ie siècles av. J.-C., éditions Errance, Paris, 2004,  (ISBN 2-87772-290-2).
- Dominique Garcia, La Celtique méditerranéenne. Habitats et sociétés en Languedoc et en Provence. VIIIe – IIe siècles av. J.-C., éditions Errance, Paris, 2004,  (ISBN 2877722864).
- Christian Goudineau, César et la Gaule, éditions Errance, collection De la Gaule à la France : histoire et archéologie, 2000.
- Christian Goudineau, Regard sur la Gaule, éditions Errance, 2000.
- Renée Grimaud, Nos ancêtres les Gaulois, éditions Ouest-France, Rennes, 2001,  (ISBN 2-7028-4542-8).
- Albert Grenier, Les Gaulois, Petite bibliothèque Payot, Paris, 1970,  (ISBN 2-228-88838-9).
- Paul M. Martin, Vercingétorix, éditions Perrin, Paris, 2000,  (ISBN 2-7028-4430-8).
- Danièle et Yves Roman, Histoire de la Gaule, Librairie Arthème Fayard, Paris, 1997,  (ISBN 2-7028-1646-0).
- Venceslas Kruta Vercingétorix, Flammarion, 2003  (ISBN 978-2-0801-2623-8)
- Jules Ceasar De Bello Gallico plusieurs éditions dont certaines libres sur internet.
- Albert Grenier, Les Gaulois, Paris, Petite bibliothèque Payot, août 1994, 365 p. (ISBN 2-228-88838-9)Réédition augmentée d'un ouvrage paru initialement en 1970. Albert Grenier précise l’origine indo-européenne, décrit leur organisation sociale, leur culture et leur religion en faisant le lien avec les Celtes insulaires.

## Îles britanniques
- Myles Dillon, Nora Kershaw Chadwick, Françoise Le Roux & Christian-Joseph Guyonvarc'h, Les Royaumes celtiques, éditions Armeline, Crozon, 2001,  (ISBN 2-910878-13-9)
- Barry Raftery, L’Irlande celtique avant l’ère chrétienne, éditions Errance, Paris, 2006,  (ISBN 2-87772-320-8)
- Georges Dottin L'épopée irlandaise. Présentation et notes de Jean Markale. Paris : Les Presses d'Aujourd'hui, 1980.
- Janet Backhouse, The Lindisfarne Gospels, British Library Press, Londres, 1995
- George Bain, Celtic art : Methods of construction, McClellan, Glasgow, 1951
- Alexander Carmichael, Carmina Gadelica Hymns and Incantations, Floris Books, Édimbourg, 1992
- Nora Chadwick, The Druids, University of Wales Press, Cardiff, 1997
- Thomas Clancy et Gilbert Markus, Iona : The earliest poetry of a celtic monastery, Edinburgh University Press, Édimbourg, 1995
- James MacKillop, Dictionary of Celtic Mythology, Oxford University Press, Oxford, 1998  (ISBN 0-19-280120-1)
- Garrett S. Olmsted, The Gods of the Celts and the Indo-Europeans, Archaelolingua, Budapest, 1994  (ISBN 963-8046-07-4)
- Gerhard Herm, The Celts, St. Martin's Press, 2002  (ISBN 0312313438).
- T. F. O'Rahilly, Early Irish History and Mythology, Medieval Academy of America, 1947
- T. F. O'Rahilly, Irish Dialects, Past and Present, 1932
- T.F. O'Rahilly, The Goidals and Their Predecessors, London, The British Academy, 1935
- John Haywood, Atlas historique des Celtes, trad. Colette Stévanovitch, éditions Autrement, coll. Atlas/Mémoires, Paris, 2002,  (ISBN 2-7467-0187-1).
- Byrne, Francis John, Irish Kings and High-Kings. Batsford, London, 1973  (ISBN 0713458828)
- Duffy, Seán (ed.), Atlas of Irish History. Gill & Macmillan, Dublin, 2nd edn, 2000  (ISBN 0717130932)
- Nora Chadwick, The Celts, Pelican Books, 1971
- C. Thomas. Cairney, Clans and Families of Ireland and Scotland - An Ethnography of the Gael AD 500-1750, Willow Bend Books, 1989.
- Richard Bradley, The Prehistory of Britain and Ireland, Cambridge University Press, 2007,  (ISBN 0521848113),  (ISBN 9780521848114)
- T. M. Charles-Edwards, Early Christian Ireland, Cambridge University Press, 2000,  (ISBN 0521363950),  (ISBN 9780521363952)
- Barry Raftery, Pagan Celtic Ireland: The Enigma of the Irish Iron Age, Thames and Hudson, 1998  (ISBN 0500279837)
- Lloyd Robert Laing, The Archaeology of Celtic Britain and Ireland, C. AD 400-1200: C. AD 400 - 1200, Cambridge University Press, 2006  (ISBN 0521838622)
- Simon James (en),The Atlantic Celts - Ancient People or Modern Invention?  (ISBN 0299166740)
- Francis Pryor, Britain B.C. : life in Britain and Ireland before the Romans (ISBN 0007126921)
- John Collis, The Celts : origins, myths & inventions   (ISBN 0752429132)
- Colin Renfrew, Archaeology and Language - The Puzzle of Indo-European languages Origins  (ISBN 0521354323)
- Barry Raftery, Patrick Galliou, L'Irlande celtique avant l'ère chrétienne, Errance, 2006  (ISBN 2877723208)

## Europe centrale et orientale
- Petr Drda et Alena Rybova, Les Celtes de Bohême, éd. Errance
- Venceslas Kruta L'art celtique en Bohême : les parures métalliques du Ve au IIe siècle avant notre ère, Paris, Champion, coll. « Bibliothèque de l’École des Hautes Études », 1975.
- Miklós Szabó, Les Celtes en Pannonie. Contribution à l'histoire de la civilisation celtique dans la cuvette des Karpates (coll. « Études d'histoire et d'archéologie »), Paris, Presses de l'École normale supérieure, 1988, 112 p.  (ISBN 9782728801381)

## Galatie
- Cicéron, Philípiques, ii. 37 ; Ad fam., viii. 10, ix. 12, xv. I, 2, 4 ; Ad Att., xiv. 1 ; De div., i. 15, ii. 36, 37 ; De harusp. resp., 13, et surtout Pro rege Deiotaro.
- Appien, Bell. Mithrid., 75, 114 ; Bellum Alexandrinum, 34-41, 65-77.
- Dion Cassius, xli. 63, xlii. 45, xlvii. 24, 48, xlviii. 33.
- Venceslas Kruta, Les Celtes, histoire et dictionnaire, Éditions Robert Laffont, coll. « Bouquins », Paris, 2000  (ISBN 2-7028-6261-6).
- Édouard Will, Histoire politique du monde hellénistique, Édition Annales de l’Est, Nancy, 1967, tome II, p. 421, 433, 448, 451, 461.
- Maurice Sartre, Le Haut-Empire romain. Les provinces de Méditerranée orientale d'Auguste aux Sévères, Éditions du Seuil Points H 220, Paris, 1997  (ISBN 2020281538).
- (de) Cicéron, Rede für König Deiotarus., traduction de Hans-Joachim Glücklich, Vandenhoeck & Ruprecht, Göttingen, 1988  (ISBN 3525716133).
- (de) Hans-Joachim Glücklich, Ciceros Rede für König Deiotarus. Interpretation und Unterrichtsvorschläge., Vandenhoeck & Ruprecht, Göttingen, 1988  (ISBN 3-525-25643-4).

## Art
- Collectif (catalogue de l'exposition européenne d'archéologie celtique), Les Celtes, Venise, 1991 (éd. Bompiani)
- Paul-Marie Duval, Les Celtes, éd. Gallimard, de collection « L'Univers des Formes »
- Juliette Wood, Les Celtes, peuples et cultures, Gründ, Paris, 1999,  (ISBN 2-7000-3106-7)
- Léo Scaravella L'arbre et le serpent. Symboles et mythes dans l'art et la religion celtiques Mémoires de la Société Belge des Études Celtiques 35, 2013, Bruxelles.
- Venceslas Kruta L'art celtique en Bohême : les parures métalliques du Ve au IIe siècle avant notre ère, Paris, Champion, coll. « Bibliothèque de l’École des Hautes Études », 1975, 288 p.
- Venceslas Kruta La cruche celte de Brno, Dijon, 2007

## Société
- Collectif (23 auteurs), Nicolas Rouzeau (dir), Laurent Olivier (préf),  Gaulois des Alpes. Archéologie funéraire et parures, Musées Méditerranée, Aix en Provence, 2023. 377.p. 650 illustrations.
- Alain Duval   Les Alpes l'âge du fer , actes du Xe Colloque sur l'âge du fer Yenne-Chambéry revue d'archéologie de la Narbonnaise, supplément vol.22., 260.p. Paris, 1991  (ISBN 978-2-222-04417-8)
- Françoise Le Roux & Christian-J. Guyonvarc'h, La Société celtique : dans l'idéologie trifonctionnelle et la tradition religieuse indo-européennes, Rennes, éditions  Ouest-France Université, octobre 1991, 200 p. (ISBN 2-7373-0902-6)Une somme ethnologique.
- Jean Markale, La Femme celte : mythe et sociologie, Paris, Petite Bibliothèque Payot, 1989, 380 p. (ISBN 2-228-88558-4)

## Religion
- Jean-Louis Brunaux, Les Religions gauloises, Nouvelles approches sur les rituels celtiques de la Gaule indépendante, éditions Errance, Paris, 2000  (ISBN 2-87772-192-2).
- Jean-Louis Brunaux, Les Druides - des philosophes chez les Barbares, Seuil, 2006  (ISBN 2-02-079653-8) Ouvrage spécifiquement consacré aux druides gaulois d'après des sources grecques et romaines, excluant l'importante documentation insulaire.
- Georges Dottin La Religion des Celtes 1904
- Christian-J. Guyonvarc'h, Magie, médecine et divination chez les Celtes, Bibliothèque scientifique Payot, Paris, 1997,  (ISBN 2-228-89112-6).
- Françoise Le Roux & Christian-J. Guyonvarc'h, Les Druides, éditions Ouest-France Université, Rennes, 1986,  (ISBN 2-85882-9209). Étude de la classe sacerdotale celtique, avec un répertoire des sources et un glossaire.
- Françoise Le Roux & Christian-J. Guyonvarc'h, Les Fêtes celtiques, éditions Ouest-France Université, Rennes, 1995,  (ISBN 978-2-7373-1198-7). Étude de signification de Samain, Beltaine, Imbolc et Lugnasad.
- Philippe Jouët, Aux sources de la mythologie celtique, Yoran Embanner, Fouesnant, 2007,  (ISBN 978-2-914855-37-2).
- Philippe Jouët, L'Aurore celtique dans la mythologie, l'épopée et les traditions, Yoran Embanner, Fouesnant, 2007,  (ISBN 978-2-914855-33-4).
- Philippe Jouët, Dictionnaire de la mythologie et de la religion celtiques, Fouesnant 2012  (ISBN 2914855923 et 978-2914855921) ; 2e éd. édition revue et augmentée, 2024.
- Jean-Paul Persigout, Dictionnaire de mythologie celte, Éditions du Rocher, Monaco, 1985,  (ISBN 2-268-00968-8).
- Marie-Louise Sjoestedt-Jonval, Dieux et Héros des Celtes. Paris: Leroux 1940 (Mythes et religions: période mythique - divinités (celtes continentaux - déesses-mères d'Irlande - Dieux-chefs de l'Irlande) - Hommes et Dieux et Héros, Samain-Samonios : Fête du premier Novembre
- Marie-Louise Sjoestedt-Jonval, Gods and Heroes of the Celts. London: Methuen, 1949.
- Joseph Vendryes La religion des celtes, Coop Breizh, Spezet, 1997,  (ISBN 2-909924-91-2)
- Claude Sterckx Éléments de cosmogonie celtique, Bruxelles, Éditions de l’Université de Bruxelles, 1986,  (ISBN 2-8004-0900-2)
- Claude Sterckx Les dieux protéens des Celtes et des Indo-Européens, Bruxelles, S.B.E.C., 1994
- Claude Sterckx Dieux d’eau : Apollons celtes et gaulois, Bruxelles, S.B.E.C., 1996
- Claude Sterckx Sangliers Père & Fils : rites, mythes et dieux celtes du porc et du sanglier, Bruxelles, S.B.E.C., 1998
- Claude Sterckx Des dieux et des oiseaux. Réflexions sur l’ornitomorphisme de quelques dieux celtes, Bruxelles, S.B.E.C., 2000
- Bernard Mees, Celtic Curses, Boydell & Brewer, 2009, livre anglais.

## Littératures
- Roger Chauviré, La Geste de la branche rouge ou l'Iliade irlandaise, Librairie de France, Paris, 1926, In-16, broché, 288 pp. bibliographie in fine.
- Georges Dottin, Les littératures celtiques, Collection Payot, Paris, 1924.
- Joseph Loth, Les Mabinogion du Livre rouge de Hergest, avec les variantes du Livre blanc de Rhydderch, traduits du gallois avec une introduction, un commentaire explicatif et des notes critiques, Fontemoing, Paris, 1913, 2 volumes in-8, 437 p., 479 p.
- Meven Mordiern, François Vallée, Emile Ernault, Sketla Segobrani " gant X3. 3 levr moulet e ti René Prud'homme. Saint-Brieuc, 1923,1924, 1925, 3 volumes (avec François Vallée, James Bouillé, Emile Ernault)
- Pierre-Yves Lambert Les Quatre Branches du Mabinogi et autres contes gallois du Moyen Âge. Ed. Gallimard, coll. « L'Aube des peuples »  (ISBN 2-07-073201-0)
- Lebor Gabála Érenn
- Christian-J. Guyonvarc'h La Razzia des vaches de Cooley, récit celtique irlandais traduit de l'irlandais, présenté et annoté par Christian-J. Guyonvarc'h, Gallimard, coll. « L'Aube des Peuples », Paris, 1994  (ISBN 2-07-073898-1).
- Alain Deniel La Rafle des vaches de Cooley, récit celtique irlandais traduit de l'irlandais, présenté et annoté par Alain Deniel, L’Harmattan, Paris, 1997  (ISBN 2-7384-5250-7).

## Médecine
- Paul Diverres (Dr), Le plus ancien texte des Meddygon Myddveu. Thèse de doctorat. In-8 de 295 pages, Paris, . Maurice Le Dault, éditeur, 1913.
- Gwenc’hlan Le Scouëzec(Dr), La médecine en Gaule. Thèse de médecine.Éditions Kelenn. Guipavas, 1976. un  vol. in-octavo, de 207pp, 3 cartes & 13 planches hors-texte. tableau synoptique.
- Christian-J. Guyonvarc'h, Magie, médecine et divination chez les Celtes, Bibliothèque scientifique Payot, Paris, 1997,  (ISBN 2-228-89112-6).

## Périodiques consacrés à l’étude de la Civilisation celtique
- Revue Celtique, 1870-1934 Paris.53 volumes in-8. Histoire, linguistique, archéologie, publiée de 1870 à 1934.(Cette importante revue publiait les travaux des plus grands chercheurs du monde sur la Civilisation et la Matière celtiques - Tirée à 300 exemplaires durant 64 années). Après une suspension de deux années elle reparaîtra sous le nouveau titre d'Études Celtiques.
- Zeitschrift für celtische Philologie, gegr. 1897, Halle (Saale)/Tübingen
- The Bulletin of the Board of Celtic Studies, gegr. 1921, Cardiff; en 1993 a fusionné avec Studia Celtica.
- Études Celtiques, gegr. 1936-2007, Paris (revue universitaire qui continue de paraître).
- Ogam Celticum - ou Ogam Tradition celtique, revue trimestrielle disparue consacrée à l'étude de la Civilisation celtique - Histoire, langue, Archéologie, religion, Numismatique, Folklore, textes, publiée de 1948 à 1986, revue d'audience européenne, dirigée par Pierre Le Roux et animée par Françoise Le Roux et Christian-Joseph Guyonvarc'h.
- Celtica. Journal of the School of Celtic Studies, gegr. 1949, Dublin
- Documents d'archéologie méridionale - ou Protohistoire du sud de la France, revue annuelle qui parait depuis 1978, dirigée par Dominique Garcia et animée par un comité de lecture international.
- Studia Celtica Japonica, est. 1988.
- Ollodagos - Actes de la Société Belge d'Études Celtiques revue annuelle édité par la Société Belge des Études Celtiques depuis 1988. ULB de Bruxelles sous la direction de Claude Sterckx puis M Warmbol.(site internet www.sbec.be).
- Ériu. Founded as the Journal of the School of Irish Learning, Dublin
- Studia Hibernica, Dublin
- Éigse, Dublin
- Journal of Celtic Linguistics, gegr. 1992, Cardiff
- Journal of Celtic Linguistics, est. 1992, Cardiff.
- Cornish Studies, gegr. 1993, Tremough
- Proceedings of the Harvard Celtic Colloquium, Cambridge, MA
- Cambrian Medieval Celtic Studies, est. 1993, Aberystwyth; auparavant Cambridge Medieval Celtic Studies.
- Cornish Studies, est. 1993, Tremough.
- Studia Celtica, est. 1966, Cardiff.
- Keltische Forschungen, gegr. 2006, Vienne
- Keltia magazine, magazine trimestriel de vulgarisation sur la culture celte. 1re édition .juin  2006 siège social à Vincennes